# П'єтросу (Нямц)
П'єтросу (рум. Pietrosu) — село у повіті Нямц в Румунії. Входить до складу комуни Онічень.
Село розташоване на відстані 273 км на північ від Бухареста, 62 км на схід від П'ятра-Нямца, 53 км на південний захід від Ясс.

## Населення
За даними перепису населення 2002 року у селі проживали 293 особи, усі — румуни. Усі жителі села рідною мовою назвали румунську.